# Liste d'anticorps monoclonaux
Cette liste d'anticorps monoclonaux recense les anticorps monoclonaux suivants par indication :
- rejet de greffe :
  - Muromonab-CD3, (le plus ancien de tous)
  - Daclizumab, code ATC L04AA08
  - Basiliximab, code ATC L04AA09
  - Vapaliximab, ciblant le VAP 1

- maladie cardiovasculaire :
  - Abciximab, Code ATC B01AC13

- cancer :
  - Alemtuzumab, code ATC L01XC04
  - Bévacizumab, code ATC L01XC07
  - Cetuximab, code ATC L01XC06
  - Gemtuzumab ozogamicine, code ATC L01XC05
  - Glofitamab, code ATC L01FX28
  - Ibritumomab tiuxétan, code ATC V10XX02
  - Ipilimumab
  - Nivolumab
  - Obinutuzumab,
  - Pembrolizumab, code ATC L01FF02
  - Rituximab, code ATC L01XC02
  - Trastuzumab (Herceptin), code ATC L01XC03

- infection virale :
  - Palivizumab, code ATC J06BB16
  - Sotrovimab

- maladie inflammatoire :
  - Infliximab, code ATC L04AB02
  - Adalimumab
  - Golimumab
  - Éculizumab,
  - Omalizumab, code ATC R03DX05
  - Efalizumab
  - Dupilumab
  - Mirikizumab

- diabète de type 1 :
  - Teplizumab
- dermatite atopique canine : lokivetmab
- arthrose canine : bedinvetmab (anti-NGF)
- arthrose féline : frunévetmab (anti-NGF)

## Autres
- Obiltoxaximab
- Olaratumab
- Palivizumab
- Idarucizumab
- Natalizumab